# Saint-Eustache-la-Forêt
Saint-Eustache-la-Forêt é uma comuna francesa na região administrativa da Normandia, no departamento de Sena Marítimo. Estende-se por uma área de 6,58 km². Em 2010 a comuna tinha 1 212 habitantes (densidade: 184,2 hab./km²).